# چالی
چالی، نام روستایی از توابع شهر شیرگاه شهرستان سوادکوه شمالی در استان مازندران واقع در کشور ایران است.

## جمعیت
این روستا در دهستان شرق و غرب شیرگاه قرار دارد و براساس سرشماری مرکز آمار ایران در سال ۱۳۸۵، جمعیت آن ۹۱۵ نفر (۲۴۵خانوار) بوده‌است که در حال حاضر در بهمن ۱۳۹۴ به حدود ۱۰۰۰ نفر رسیده‌است.